# Gerhard Rodax
Gerhard Rodax   (Tattendorf, 29 d'agost de 1965 - Traiskirchen, 16 de novembre de 2022) era un exfutbolista austríac, que ocupava la posició de davanter.
Va iniciar la seua carrera professional a l'Admira Wacker, on va romandre durant set anys, destacant com a golejador i sent el màxim golejador de la competició domèstica el 1990. Això va possibilitar la seua incorporació a l'Atlètic de Madrid, on no va reeixir. De nou al seu país, va militar al Rapid de Viena fins al 1993, quan es retira. Hi tornaria als terrenys de joc a la campanya 95/96, per militar de nou amb l'Admira Wacker.
Va ser internacional amb la selecció d'Austria en 20 ocasions, tot marcant tres gols. Hi va participar en el Mundial de 1990, on va marcar davant els Estats Units (2-1).